# Torneutinos
Torneutinos (Torneutini) é uma tribo de coleópteros da subfamília Cerambycinae.

## Sistemática
- Ordem Coleoptera
  - Subordem Polyphaga
    - Infraordem Cucujiformia
      - Superfamília Chrysomeloidea
        - Família Cerambycidae
          - Subfamília Cerambycinae
            - Tribo Torneutini (Thomson, 1860)
              - Gênero Coccoderus (Buquet, 1840)
              - Gênero Diploschema (Thomson, 1858)
              - Gênero Dragomiris (Gounelle, 1913)
              - Gênero Dragoneutes (Martins & Monné, 1980)
              - Gênero Gigantotrichoderes (Tippmann, 1953)
              - Gênero Gnathopraxithea (Campos-Seabra & Tavakilian, 1986)
              - Gênero Lophoschema (Monné, 2007)
              - Gênero Macellidiopygus (Gounelle, 1913)
              - Gênero Praxithea (Thomson, 1864)
              - Gênero Psygmatocerus (Perty, 1828)
              - Gênero Spathopygus (Lacordaire, 1869)
              - Gênero Thaumasus (Reiche, 1853)
              - Gênero Torneucerus (Martins & Monné, 1980)
              - Gênero Torneutes (Reich, 1837)
              - Gênero Torneutopsis (Martins & Monné, 1980)
              - Gênero Xenambyx (Bates, 1879)